# Louis Kamper
Louis Kamper (11 de marzo de 1861 - 24 de febrero de 1953) fue un arquitecto estadounidense que se desempeñ̟ó principalmente en los alrededores de Detroit y el condado de Wayne, Míchigan, en el Nordeste de los Estados Unidos. Entre sus obras más destacadas se encuentran el Book-Cadillac Hotel y la Book Tower, que en su momento fueron los edicios más altos de Detroit.

## Gama de proyectos
A principios del siglo XX, con el gran desarrollo del Boulevard Washington de Detroit lanzado por los hermanos Book, Louis Kamper fue llamado a rediseñar la pared de la calle de la zona. Como resultado, el bulevar ahora está bordeado por varios edificios diseñados por Kamper en la década de 1920: el Washington Boulevard Building, el Book-Cadillac Hotel, la Book Tower y el Industrial Building. Otras obras en el centro incluyen el Cadillac Square Building (1918), demolido en 1978, y el Water Board Building (1928), uno de sus mejores rascacielos.
Sus proyectos arquitectónicos residenciales incluyen el estilo château de la Casa del coronel Frank J. Hecker en Detroit, y el estilo neorrenacentista de la  la Murray Sales House (1917) en Grosse Pointe.
Louis Kamper diseñó las cuatro esculturas arquitectónicas del Book-Cadillac Hotel, que de izquierda a derecha representan a: Anthony Wayne, Antoine Cadillac, Jefe Pontiac y Robert Navarre.

## Edificios diseñados por Kamper
Algunas de las obras más representativas de Kamper son la Casa del coronel Frank J. Hecker (1888-1892), el Eighth Precinct Police Station (1900–1901), la Murray Sales House (1917), el Cadillac Square Building (1918), el Washington Boulevard Building (1922–1923), el Book-Cadillac Hotel (1924), el Park Avenue House (1924), el Eddystone Building (1924), el Park Avenue Hotel (1924), la Book Tower (1926), el Industrial Building (1928), el Water Board Building y la David Broderick Tower (1928).

## Galería

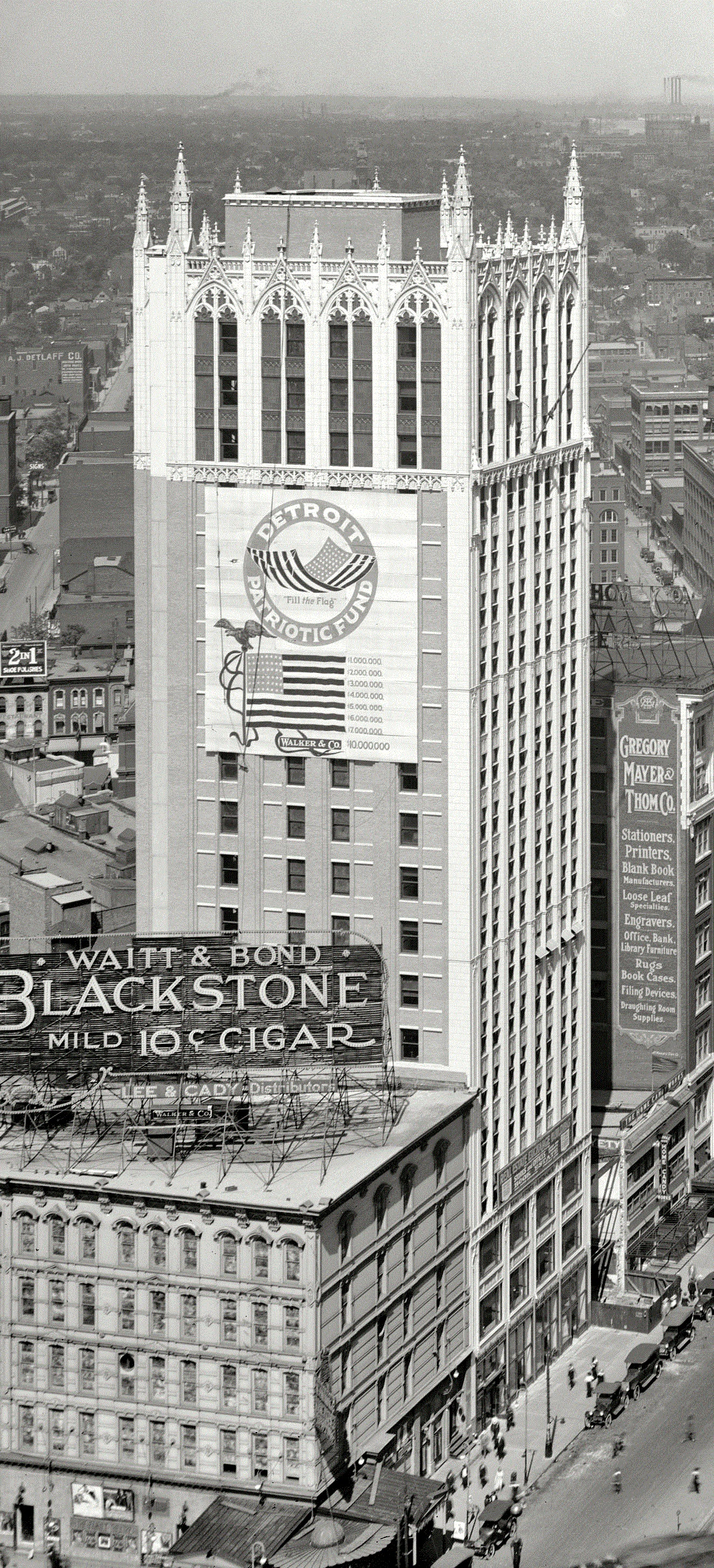
Cadillac Square Building
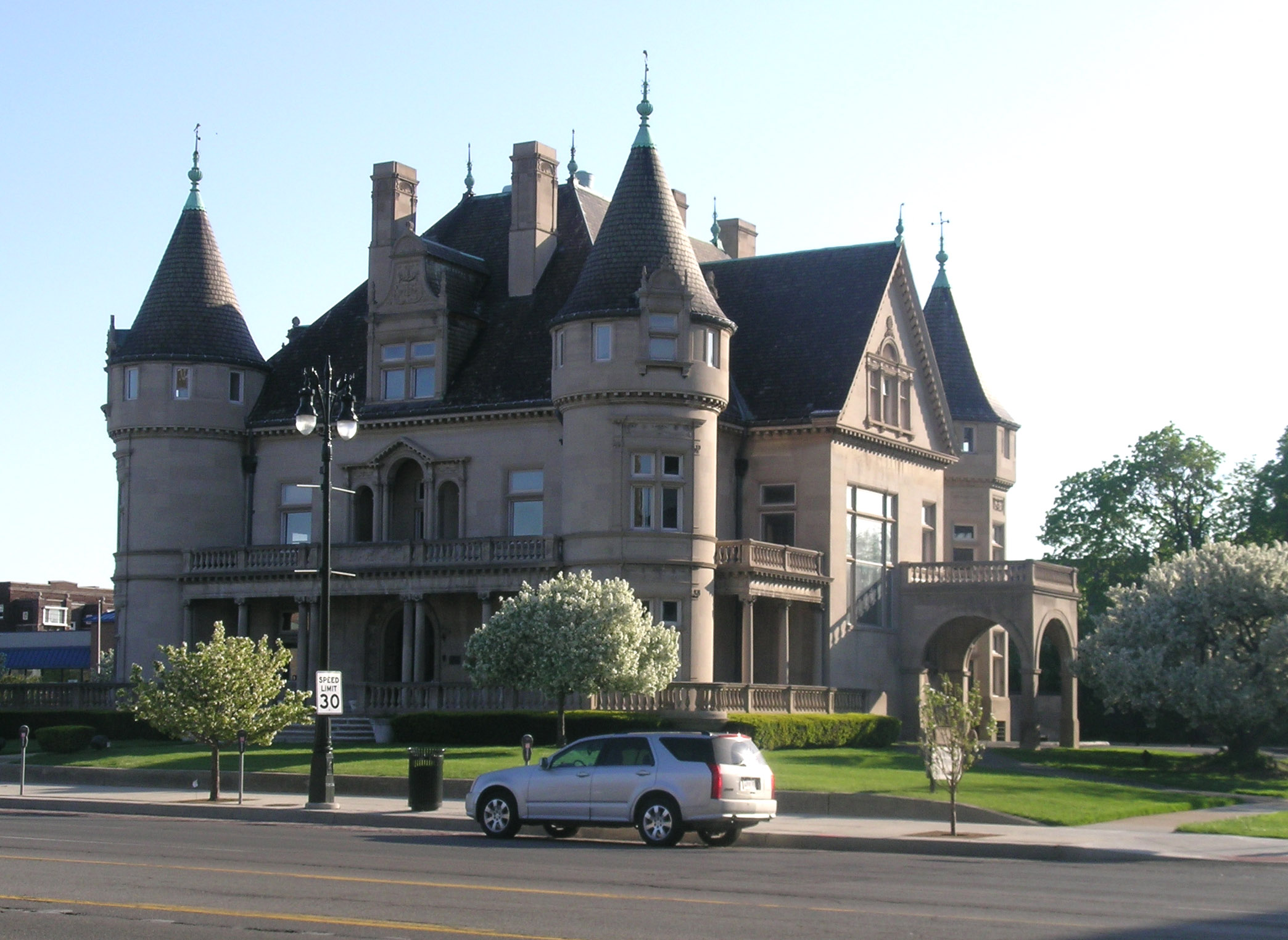
Casa del coronel Frank J. Hecker
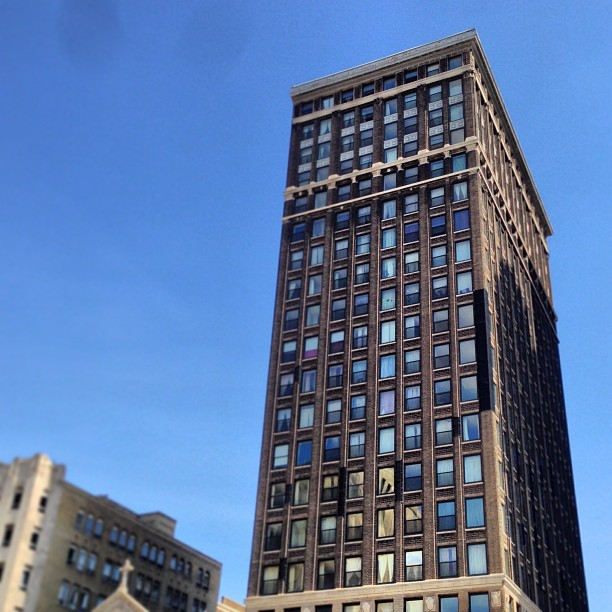
Washington Boulevard Building
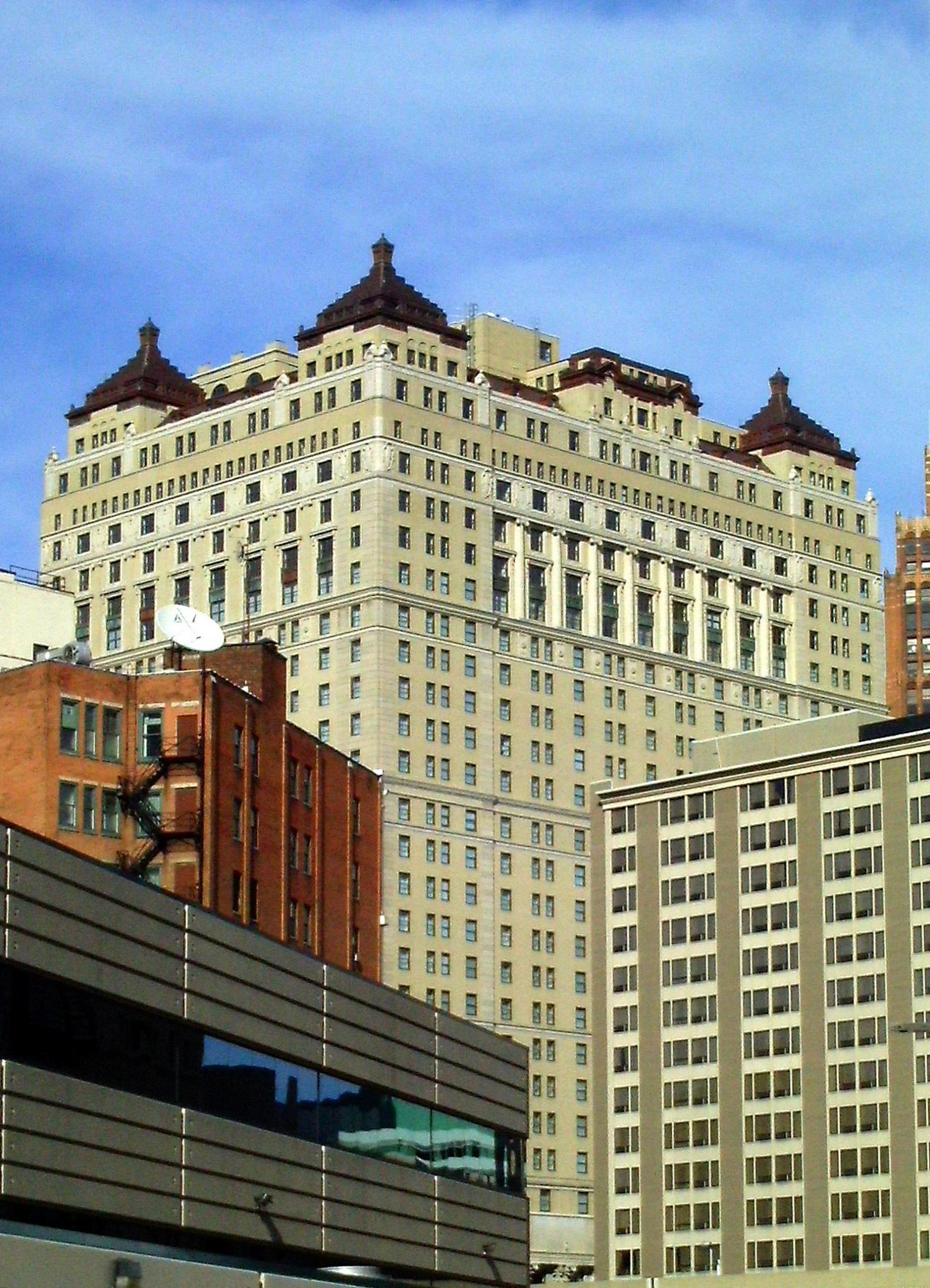
Westin Book Cadillac Hotel
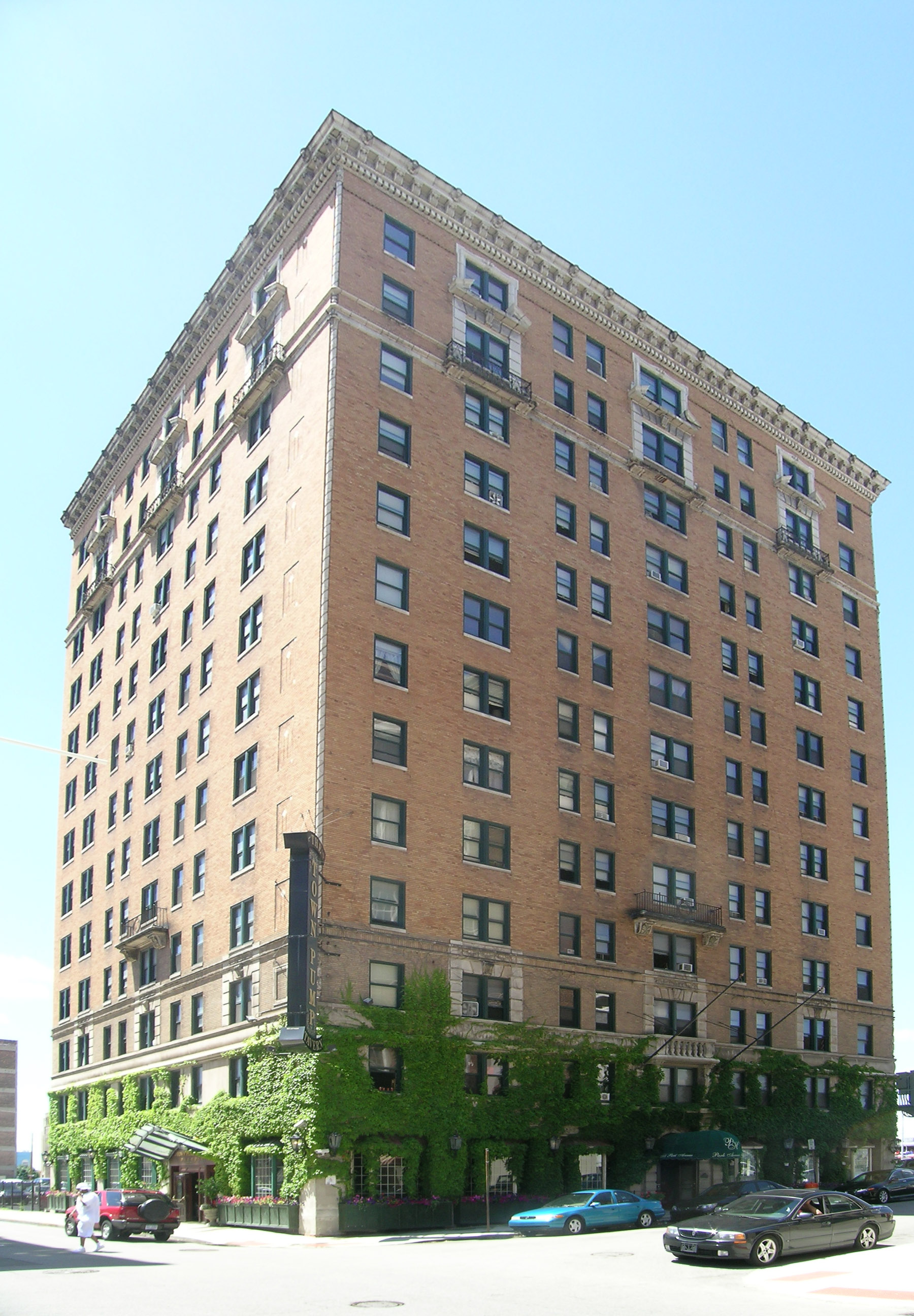
Park Avenue House
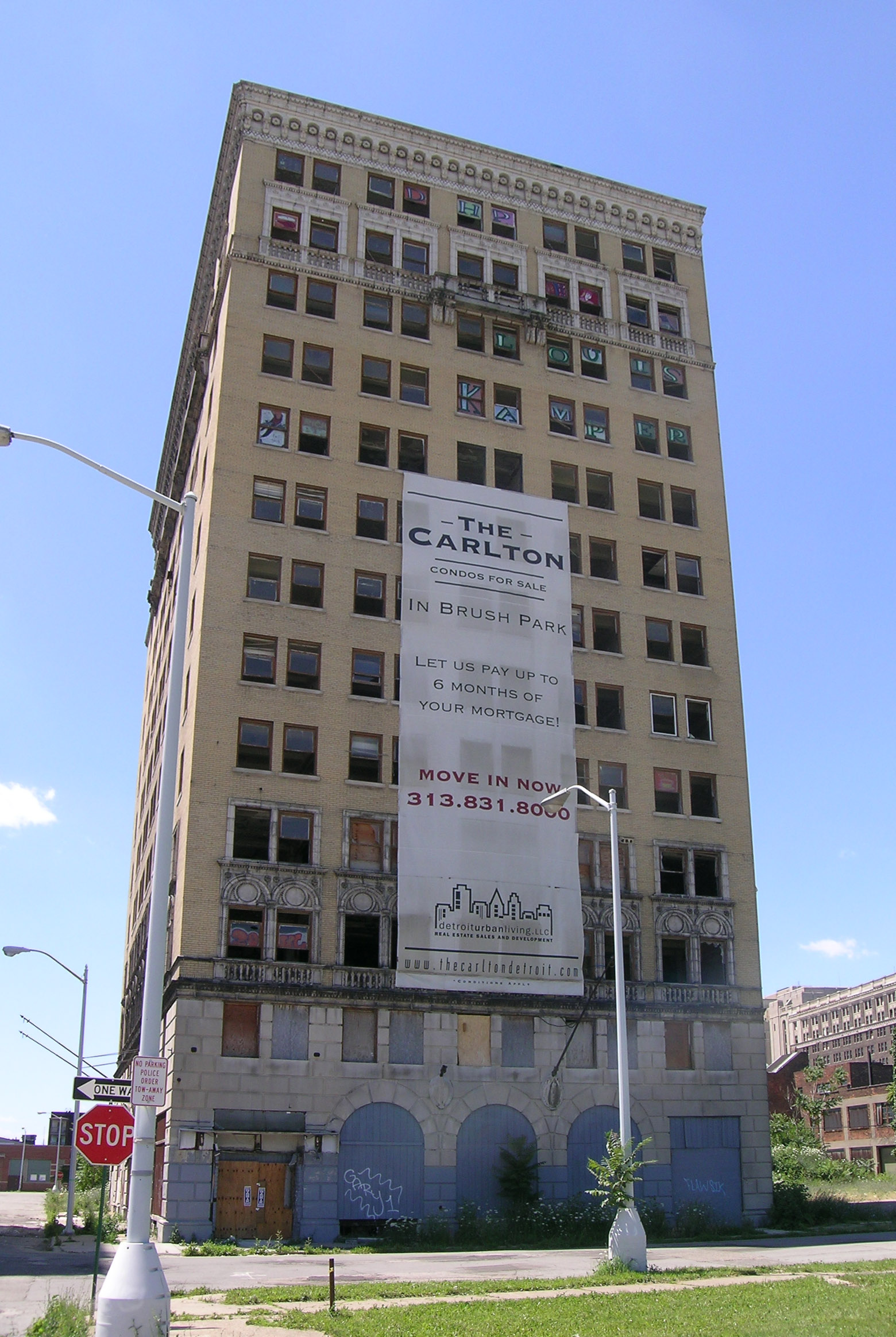
The Eddystone
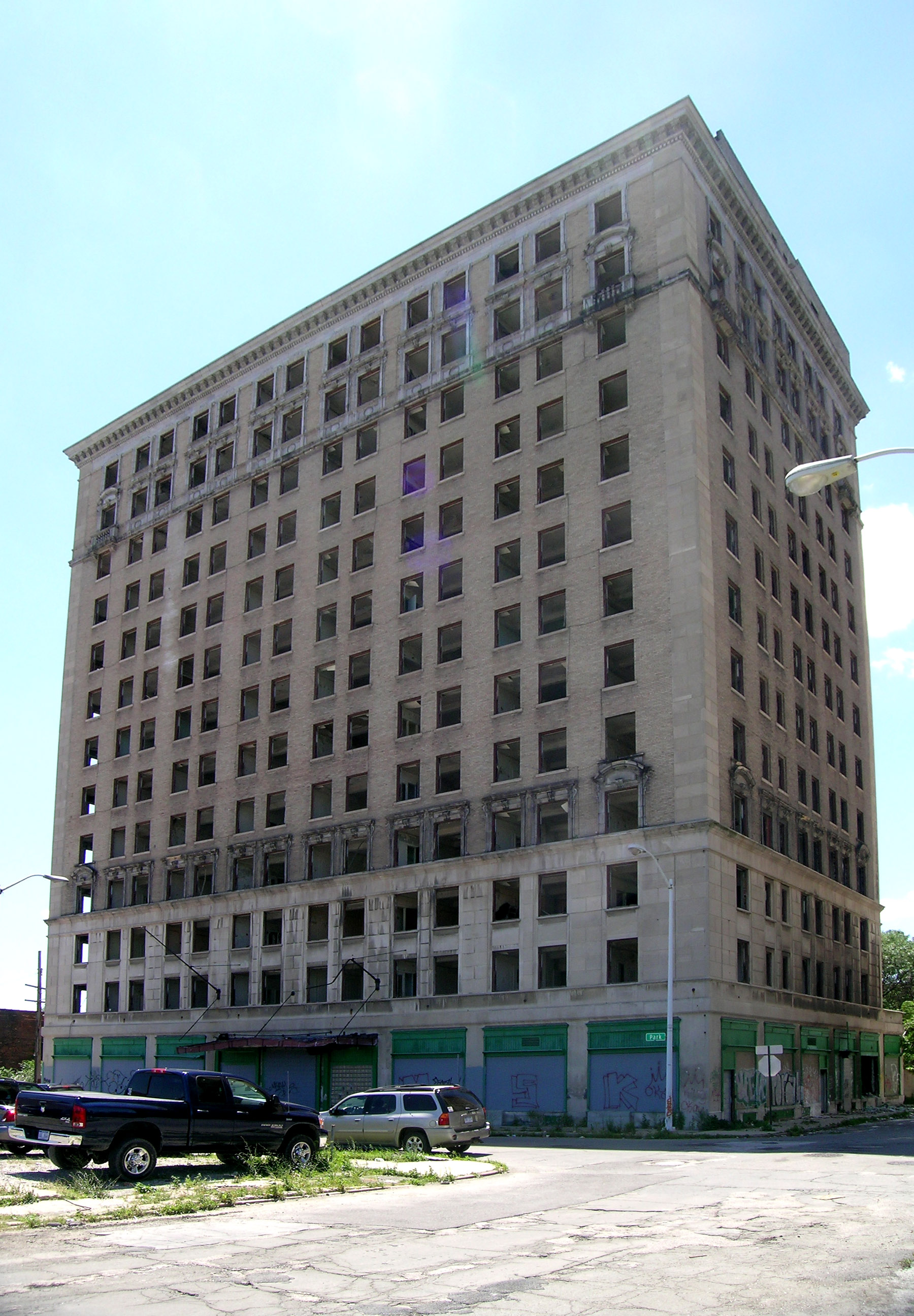
Park Avenue Hotel
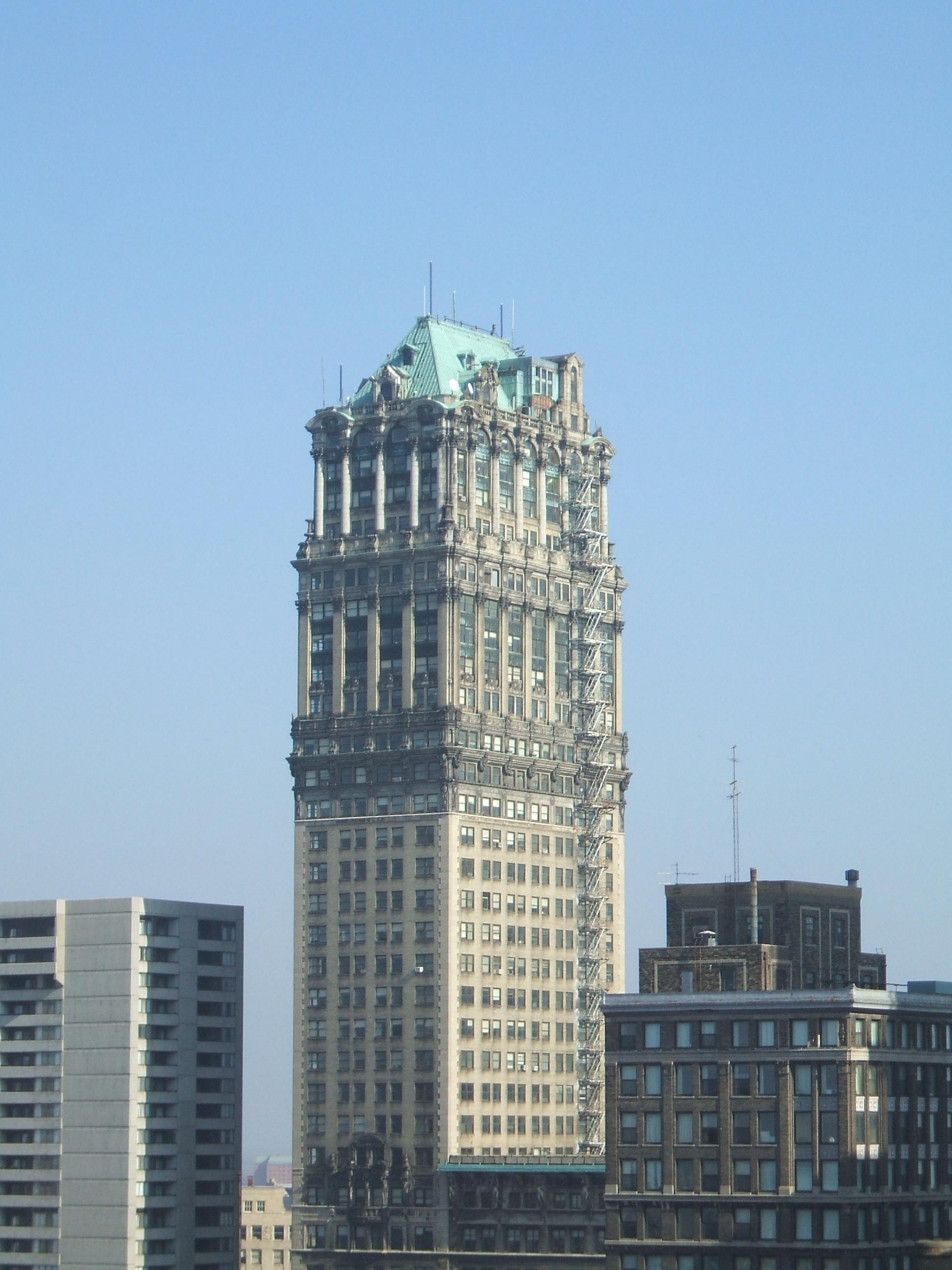
Book Tower
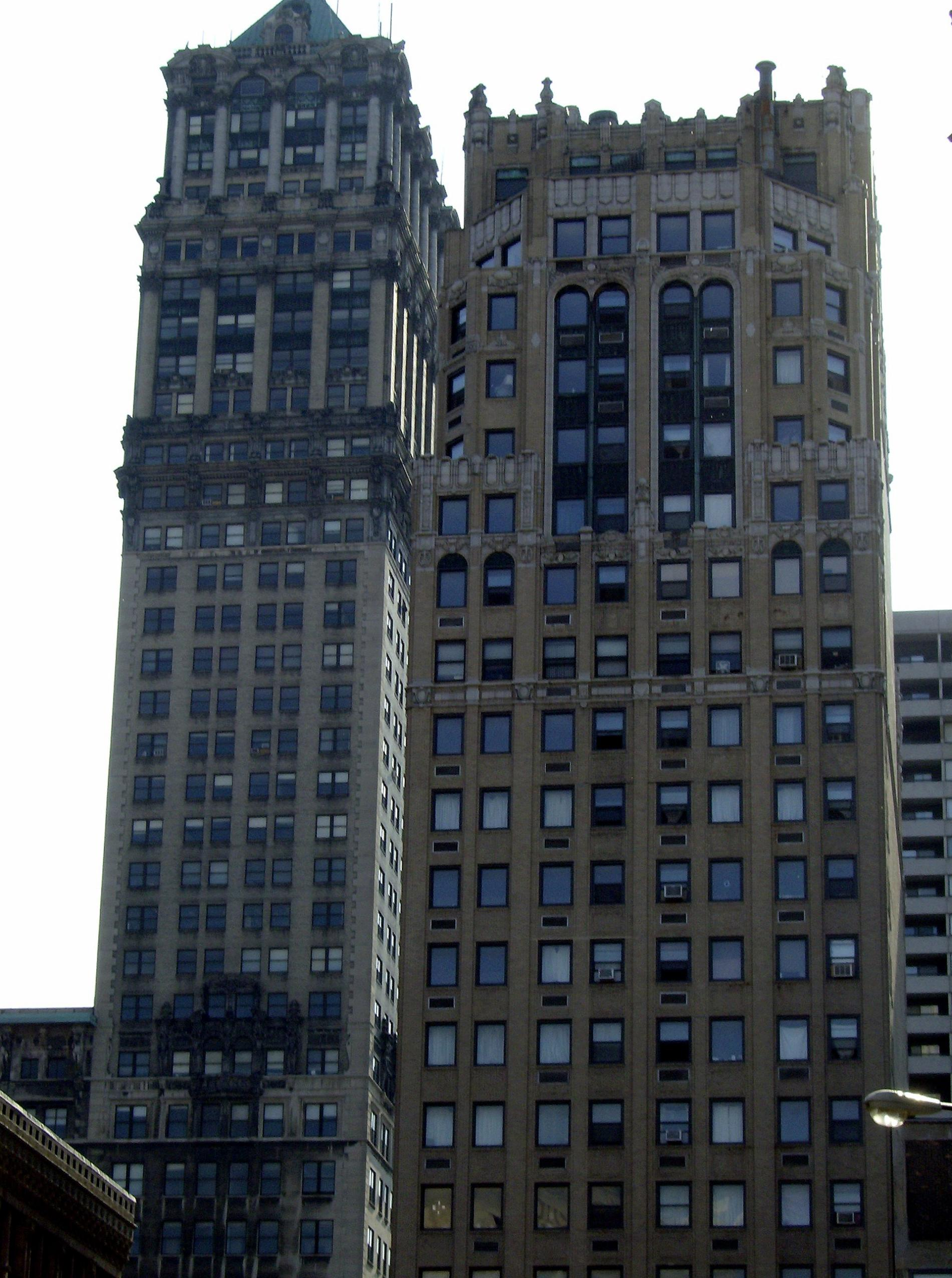
Industrial Building
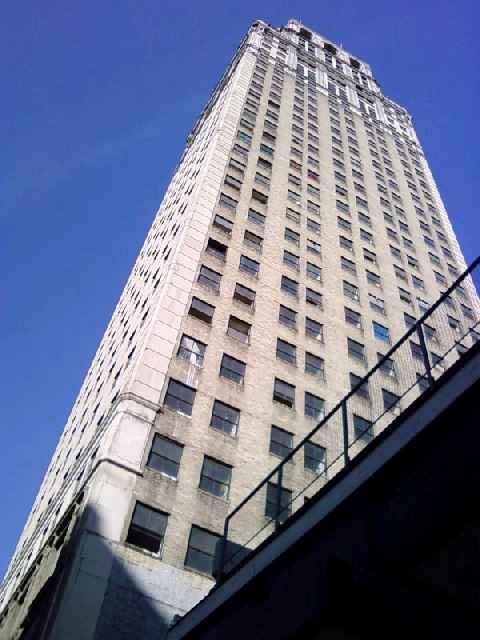
David Broderick Tower
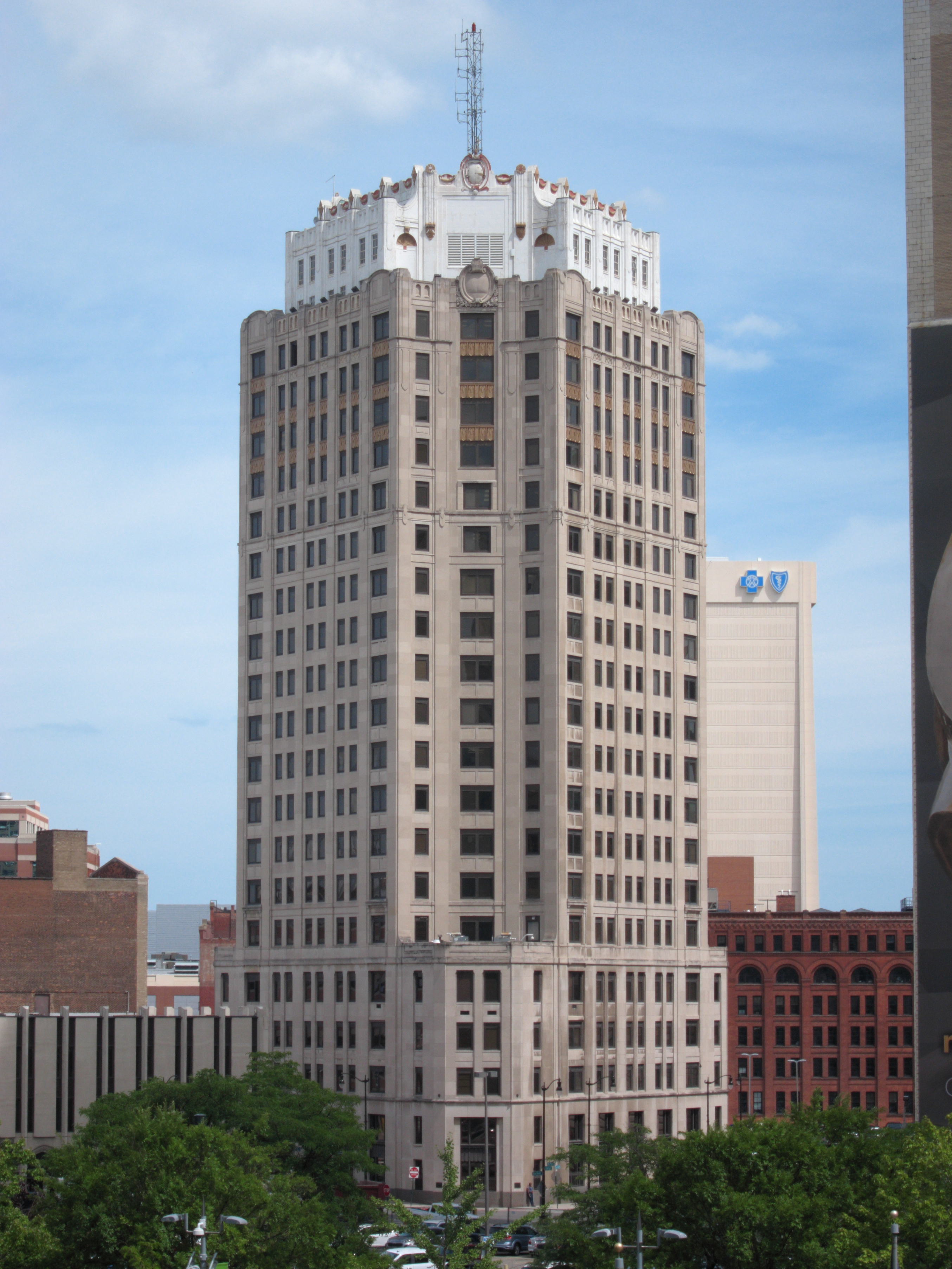
Water Board Building